# Масальский (посёлок)
Масальский — посёлок в Локтевском районе Алтайского края. Административный центр Масальского сельсовета.

## История
Основан в 1923 году. В 1928 г. состоял из 52 хозяйств, основное население — русские. В составе Кучеровского сельсовета Локтевского района Рубцовского округа Сибирского края.

## Население
| 1926  | 1997  | 1998  | 1999  | 2000  | 2001  | 2002  |
| ----- | ----- | ----- | ----- | ----- | ----- | ----- |
| 286   | ↗2012 | ↗2110 | ↘2093 | ↗2094 | ↘2090 | ↘2074 |
| 2003  | 2004  | 2005  | 2006  | 2007  | 2008  | 2009  |
| ↗2095 | ↘2074 | ↘1955 | ↗2115 | ↘2105 | ↘2095 | ↘2091 |
| 2010  | 2011  | 2012  | 2013  |       |       |       |
| ↘1796 | ↗1833 | ↘1740 | ↘1669 |       |       |       |